# 大井競馬場
大井競馬場（日语：大井競馬場），俗稱東京城市競馬（日语：東京シティ競馬）是位於日本東京都品川區的競馬場。此競馬場由隸屬地方競馬的特別區競馬組合營運，可容納60,350名觀衆。目前和埼玉縣埼玉市南區的浦和競馬場、千葉縣船橋市的船橋競馬場及神奈川縣川崎市川崎區的川崎競馬場，共同組成南關東公營競馬，並納入南關東分級賽系統之中。

## 歷史
1950年5月2日，正式舉辦賽事。
1986年7月31日，舉行夜馬，為首次由日本的競馬場舉行此旅程賽事。
2011年12月29日，舉辦國際一級賽東京大賞典，為首次有地方競馬場可舉行國際性的賽事。
2015年11月1日，新看台「G-front」正式落成。
2016年12月29日，東京大賞典投注額錄得37億3269萬5200日圓，打破地方競馬單場賽事投注額度記錄。
2017年12月29日，東京大賞典投注額錄得42億73071200日圓，成功刷新記錄。

## 跑道
泥地跑道全長1600米（外彎）或1400米（内彎），闊度25米，直路386米（外彎）或286米（内彎）。

### 賽事距離
- 泥地內彎：1500米、1600米
- 泥地外彎：1000米、1200米、1400米、1700米、1800米、2000米、2400米、2600米

### 賽道記錄

#### 泥地
| 距離  | 時間   | 馬匹           | 性齡 | 負重 | 騎師       | 練馬師   | 紀錄創造日 | 賽事級別 | 賽事名稱               |
| ----- | ------ | -------------- | ---- | ---- | ---------- | -------- | ---------- | -------- | ---------------------- |
| 1000m | 0:57.7 | Noah Vigorous  | 雌5  | 51   | 藤本現暉   | 鷹見浩   | 29/6/2023  |          | 江戶川公開賽           |
| 1200m | 1:10.0 | 快勁主帥       | 雄4  | 56   | 池添謙一   | 齊藤崇史 | 4/10/2023  | JpnII    | 東京盃                 |
| 1400m | 1:23.8 | Agari Speed    | 雄3  | 53   | 赤間清松   | 紀錄缺失 | 30/8/1977  |          | 紀錄缺失               |
| 1500m | 1:31.5 | Kikumastu O    | 雌4  | 53   | 佐佐木竹見 | 石毛善衛 | 14/6/1980  |          | 紀錄缺失               |
| 1600m | 1:37.2 | 三雄判令       | 雄5  | 57   | 內田博幸   | 川島正行 | 12/4/2006  | 地方GII  | 一哩大獎賽             |
| 1700m | 1:43.2 | Mutsu Hikari   | 雄5  | 52   | 赤嶺本浩   | 松永光雄 | 12/7/1977  |          | 紀錄缺失               |
| 1800m | 1:49.6 | Miracle Legend | 雌4  | 55   | 岩田康誠   | 藤原英昭 | 3/11/2011  | JpnI     | 日本育馬場盃雌馬經典賽 |
| 2000m | 2:00.4 | 醒目飛鷹       | 雄5  | 57   | 武豐       | 小崎憲   | 29/12/2010 | JpnI     | 東京大賞典             |
| 2400m | 2:29.7 | Good Boy       | 雄3  | 57   | 高橋三郎   | 三坂博   | 4/11/1077  |          | 東京王冠賞             |
| 2600m | 2:42.8 | Agnes Chikara  | 雄5  | 54   | 高柳恒男   | 紀錄缺失 | 27/5/1977  |          | 大井紀念               |

## 交通
東京單軌電車大井競馬場前站徒步2分鐘，京濱急行電鐵立會川站徒步10分鐘，由東日本旅客鐵道目黑站、品川站或東京地下鐵白金台站乘搭都營巴士品93線於競馬場前站下車。
在賽事舉行期間，亦會有免費接駁巴士來往競馬場和東日本旅客鐵道大井町站和品川站。

## 主要賽事

### 國際一級賽（GI）
東京大賞典（東京大賞典），泥地2000米，3歲或以上。

### 日本一級賽（JpnI）
帝王賞（帝王賞），泥地2000米，4歲或以上。
羽田盃（羽田盃），泥地1800米，3歲雄馬、雌馬。
東京打吡（東京ダービー），泥地2000米，3歲雄馬、雌馬。
日本泥地經典賽（ジャパンダートクラシック，2023年前稱日本泥地打吡），泥地2000米，3歲雄馬、雌馬。

#### 由各競馬場輪流舉辦之賽事
日本育馬場盃經典賽（JBCクラシック），泥地3歲或以上，2001年、2003年、2004年、2007年、2011年、2015年、2017年、2020年、2023年舉辦。
日本育馬場盃雌馬經典賽（JBCレディスクラシック），3歲或以上雌馬，2011年、2015年、2017年、2020年、2023年舉辦。
日本育馬場盃短途賽（JBCスプリント），3歲或以上，2001年、2003年、2004年、2007年、2011年、2015年、2017年、2020年、2023年舉辦。

### 日本二級賽（JpII）
東京盃（東京盃）泥地1200米，3歲或以上。
雌馬預賽（レディスプレリュード）泥地1800米，3歲或以上雌馬。

### 日本三級賽（JpnII）
東京短途錦標（東京スプリント），泥地1200米，4歲或以上。

### 南關東一級賽（SI）
Haiseiko紀念（ハイセイコー記念），泥地1600米，2歲南關東所屬馬。
東京兩歲優駿牝馬（東京2歳優駿牝馬），泥地1600米，2歲地方所屬雌馬。
東京公主賞（東京プリンセス賞），泥地1800米，3歲南關東所屬雌馬。
大井紀念（大井記念），泥地2000米，4歲或以上南關東所屬馬。

### 南關東二級賽（SII）
優駿短途錦標（優駿スプリント），泥地1200米，3歲南關東所屬馬。
東京紀念（東京記念），泥地2400米，3歲或以上地方所屬馬。
一哩大獎賽（マイルグランプリ），泥地1600米，3歲或以上南關東所屬馬。
勝島王冠（勝島王冠），泥地1800米，3歲或以上南關東所屬馬。
金盃（金盃），泥地2600米，4歲或以上南關東所屬馬。

### 南關東三級賽（SIII）
黃金青年錦標（ゴールドジュニア），泥地1400米，2歲南關東所屬馬。
寶石賞（ジェムストーン賞），泥地1200米，2歲南關東所屬馬。
黑潮盃（黒潮盃），泥地1800米，3歲地方所屬馬。
傑出盃（ブリリアントカップ），泥地1800米，4歲或以上南關東所屬馬。
聖雅尼塔盃（サンタアニタトロフィー），泥地1600米，3歲或以上南關東所屬馬。
5星之後賞（アフター5スター賞），泥地1200米，3歲或以上南關東所屬馬。
東京灰姑娘一哩錦標（東京シンデレラマイル），泥地1600米，3歲或以上南關東所屬雌馬。
Fujino Wave紀念（フジノウェーブ記念），泥地1400米，4歲或以上南關東所屬馬。

## 外部連結
- 维基共享资源上的相關多媒體資源：大井競馬場
- 特別區競馬組合 （页面存档备份，存于）

35°35′36.4″N 139°44′35.9″E / 35.593444°N 139.743306°E